# Onecote
Onecote es una parroquia civil y un pueblo del distrito de Staffordshire Moorlands, en el condado de Staffordshire (Inglaterra).

## Geografía
Según la Oficina Nacional de Estadística británica, Onecote tiene una superficie de 16,63 km².

## Demografía
Según el censo de 2001, Onecote tenía 224 habitantes (50,45% varones, 49,55% mujeres) y una densidad de población de 13,47 hab/km². El 25,89% eran menores de 16 años, el 70,54% tenían entre 16 y 74, y el 3,57% eran mayores de 74. La media de edad era de 36,63 años. Del total de habitantes con 16 o más años, el 17,47% estaban solteros, el 71,08% casados, y el 11,45% divorciados o viudos.
El 97,73% de los habitantes eran originarios del Reino Unido y el 2,27% de cualquier otro lugar salvo del resto de países europeos. Según su grupo étnico, el 98,66% eran blancos y el 1,34% mestizos. El cristianismo era profesado por el 79,02% y cualquier otra religión, salvo el budismo, el hinduismo, el judaísmo, el islam, y el sijismo, por el 1,34%. El 13,84% no eran religiosos y el 5,8% no marcaron ninguna opción en el censo.
Había 75 hogares con residentes, 4 vacíos, y 4 eran alojamientos vacacionales o segundas residencias.